# Nissan Quest
La Nissan Quest es una monovolumen del segmento D producido por el fabricante japonés Nissan desde 1993 hasta 2017, abarcando cuatro generaciones respectivamente.
Los dos primeros modelos fueron producidos en conjunto en una asociación conjunta con Ford, quién lo comercializó con el nombre de Mercury Villager.
En las dos primeras generaciones la Quest compartía plataforma con el Nissan Maxima, el cuarto modelo está basado una versión alargada del Nissan Elgrand que se vende en el mercado japonés.
Fue descontinuado en 2017 en América del Norte, debido a su bajo volumen de ventas.   

## Primera generación (1993-1998)

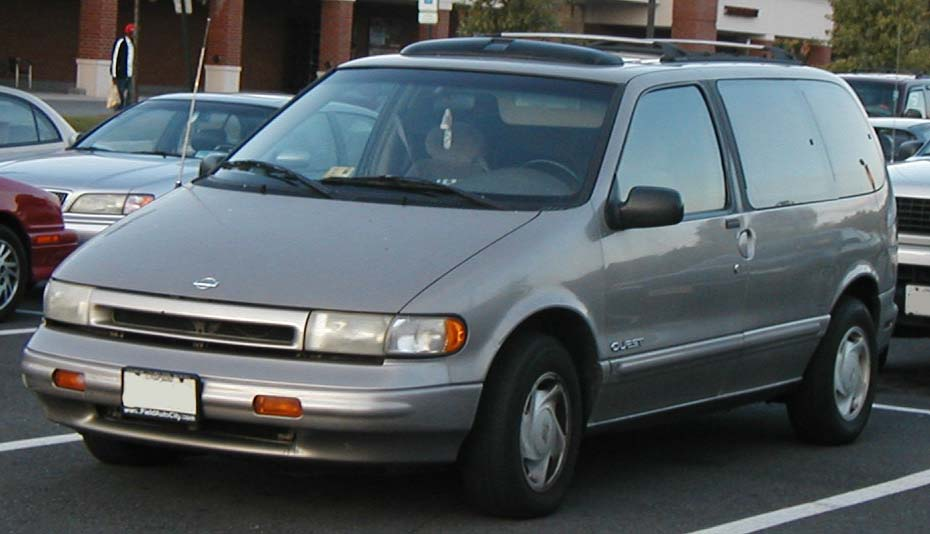
Nissan Quest primera generación.

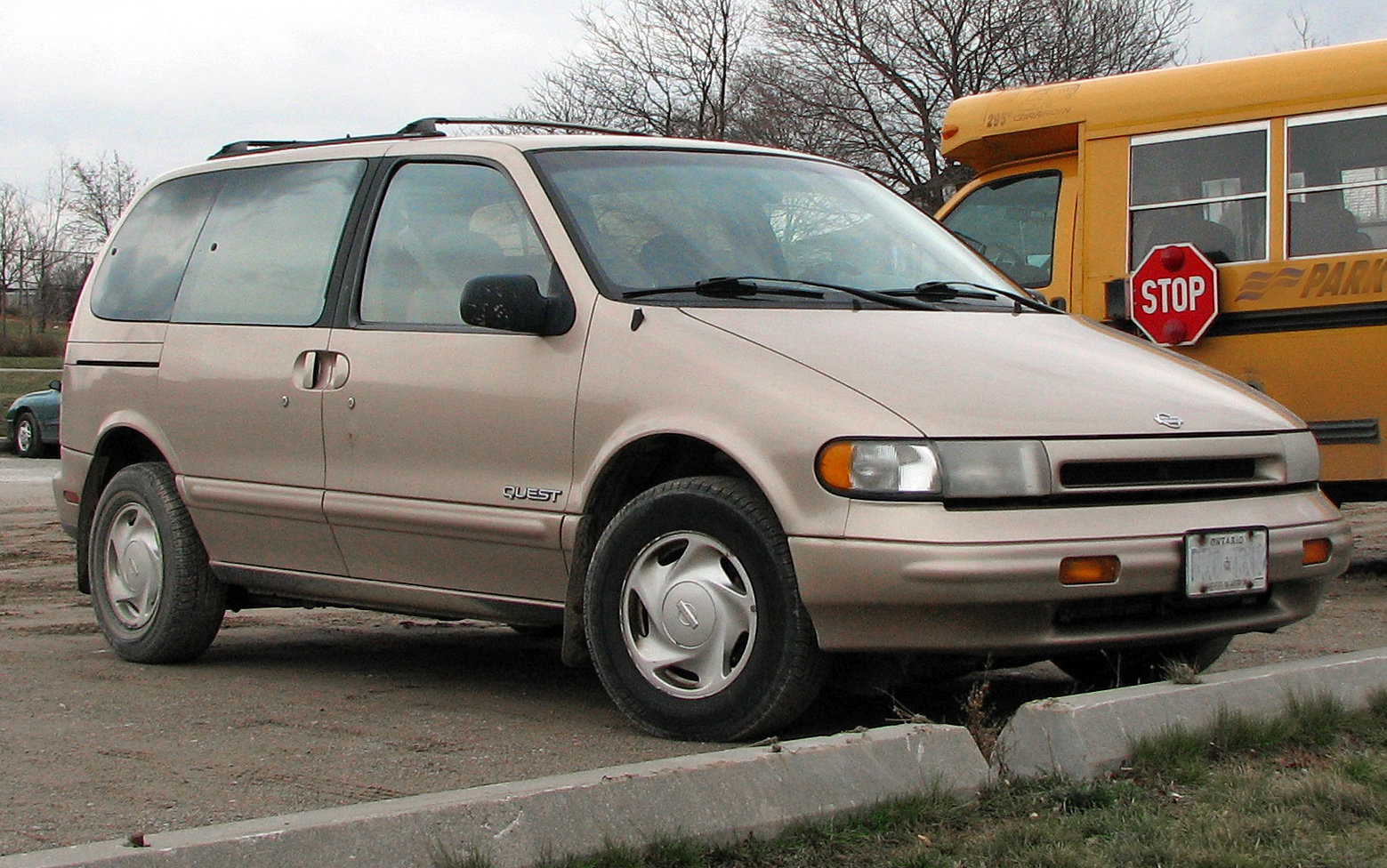
Vista desde la derecha.

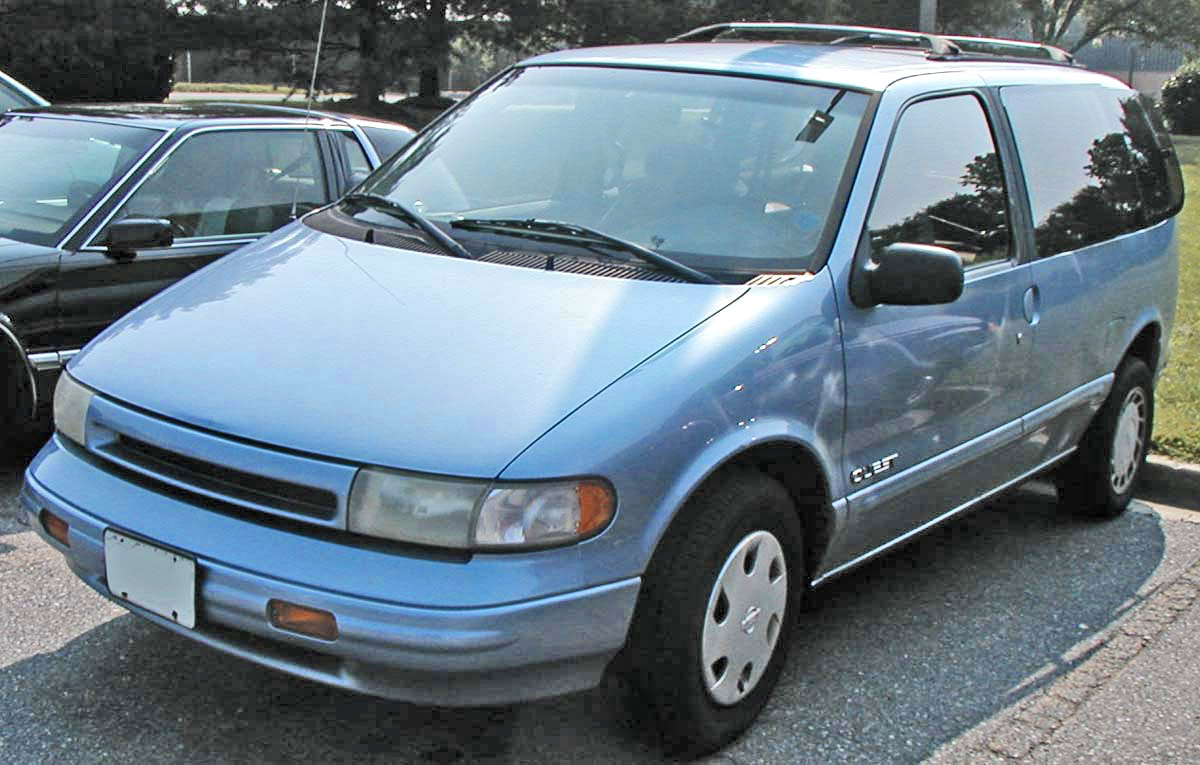
Nissan Quest 1993-1995.

En 1987, Ford y Nissan entraron en un acuerdo conjunto para desarrollar un vehículo totalmente nuevo para competir en el segmento de los monovolúmenes programado para 1991. El desarrollo comenzó oficialmente a finales de ese año bajo el nombre de la clave VX54, con los diseños finales eligiéndose en 1989. Los primeros prototipos entraron en la prueba inicial en 1990 en las pistas de pruebas de Ford y Nissan, después de pruebas en el mundo real a lo largo de 1991, con el desarrollo de conclusión a finales de ese año. El 6 de enero de 1992, como modelo 1993, se dio a conocer su debut en el Salón Internacional del Automóvil de Detroit. Inusualmente, sus patentes de diseño fueron presentadas posteriormente por el jefe de diseño de Thomas H. Semple de Nissan Motor el 5 de marzo de 1992, mucho antes de su introducción.
El 14 de abril de 1992, comenzó la fabricación de la primera generación de la camioneta en la planta de Avon, Ohio procedente de la producción japonesa. Durante el montaje que se llevó a cabo en la Asamblea de Ohio, la producción inicial comenzó en Japón y más tarde en NMMC en agosto. NMMC comenzó la producción de su primera generación en junio de 1992, en relativo a los componentes principales del cuerpo, con el montaje del motor a partir del mes de agosto del mismo año. La Quest se lanzó al mercado en septiembre de 1992 y vendió 1358 unidades durante su primer mes. La Quest fue una sucesora para el Axxess, que fue vendida en los Estados Unidos sólo en 1990, a un año de terminar su producción y en Canadá desde 1990 hasta 1995. También reemplaza a la tracción trasera de la desaparecida camioneta Vanette, que también se descontinuó en 1990. Nissan Motor le suministro el motor VG30E S0HC 3.0 L de 151 caballos por primera vez a la camioneta que hizo que midiera (113 kW) y 182 libras pie de torque (247 N - m).
Por un corto tiempo, la Quest fue vendida en Japón en una configuración de volante a la derecha en los lugares Bluebird de la tienda Nissan, pero debido al desplazamiento del motor y las dimensiones exteriores superiores a las regulaciones gubernamentales dimensión ventas japonesas se limita y se cancela después de la versión facelift que fue lanzada en 1996.
Ford requirio que Nissan haya rediseñado el motor VG30E antes de que estuvieran de acuerdo en utilizarlo en el Villager y Quest. Los cambios incluyen la adición de un sensor de nivel de aceite y la reubicación del conjunto del filtro de aceite para un mejor acceso.
El motor también fue modificado para la Quest y el Villager para convertirse en un diseño sin interferencias si se rompiese la correa de distribución, los pistones no entrarían en contactó con todas las válvulas abiertas en los cilindros. El modelo del facelift utiliza las más recientes y brillantes bombillas con 9007 ~ 1000 lúmenes vs los lúmenes 700 ~ de la bombilla 9004.

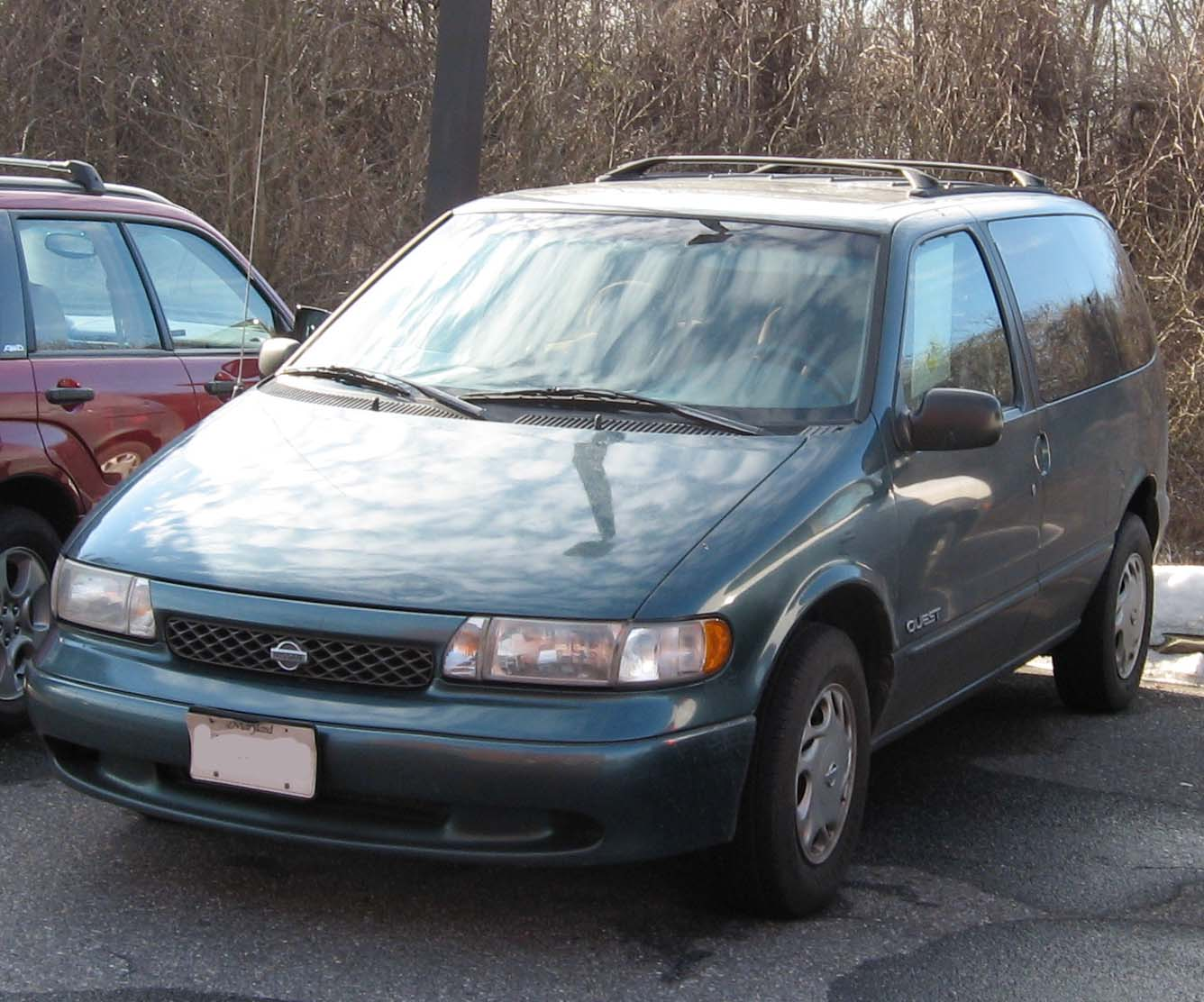
Nissan Quest 1996-1998.

## Segunda generación (1999 - 2002)
Para el modelo 1999 la segunda generación estaba lista. El diseño de producción por Shinken Tanaka fue congelado en 1995 y las patentes de diseño fueron presentadas en la Oficina de Patentes de Japón el 2 de noviembre de 1995 bajo la patente # 1.009.611. Al exterior se le dio un aspecto más aerodinámico, y se le añadió una puerta lateral corrediza al lado del conductor (que había estado ausente en las versiones de tres puertas desde 1993-1998 en la primera generación).
La Quest también recibió un impulso de energía a través del motor VG33E SOHC 3.3 L, lo que hace que los 171 caballos de fuerza (128 kW) y libras pies (270 N · m) tengan un troque. Con el nuevo motor de 3,3 litros, la Nissan Quest 1999 tenía un tiempo de aceleración de 0-60 mph en 11.1 segundos.
El modelo 2000 se puso a prueba en un concurso organizado por el coche y conductor contra el Chevrolet Venture, Toyota Sienna, Mazda MPV, y Chrysler Voyager. En agosto del 2000, el modelo 2001 recibió varias mejoras menores. El estilo frontal y la partera han sido actualizadas, junto con las nuevas llantas de aleación en todos los modelos. El nivel de entrada para la versión GXE ganó una barra estabilizadora trasera, mientras que el SE recibió la aceleración sensible de válvula puntal y un aparato ortopédico torre del puntal.
La Quest 2001 también fue un poco más larga, con más espacio de carga que los modelos iniciales. La Nissan Quest 2002 no fue vendida en Canadá. La Nissan Quest no volvió a Canadá donde inició la producción a mediados de 1998 como modelo 1999 hasta que el modelo de la tercera generación llegó hacia mediados de mayo de 2003.

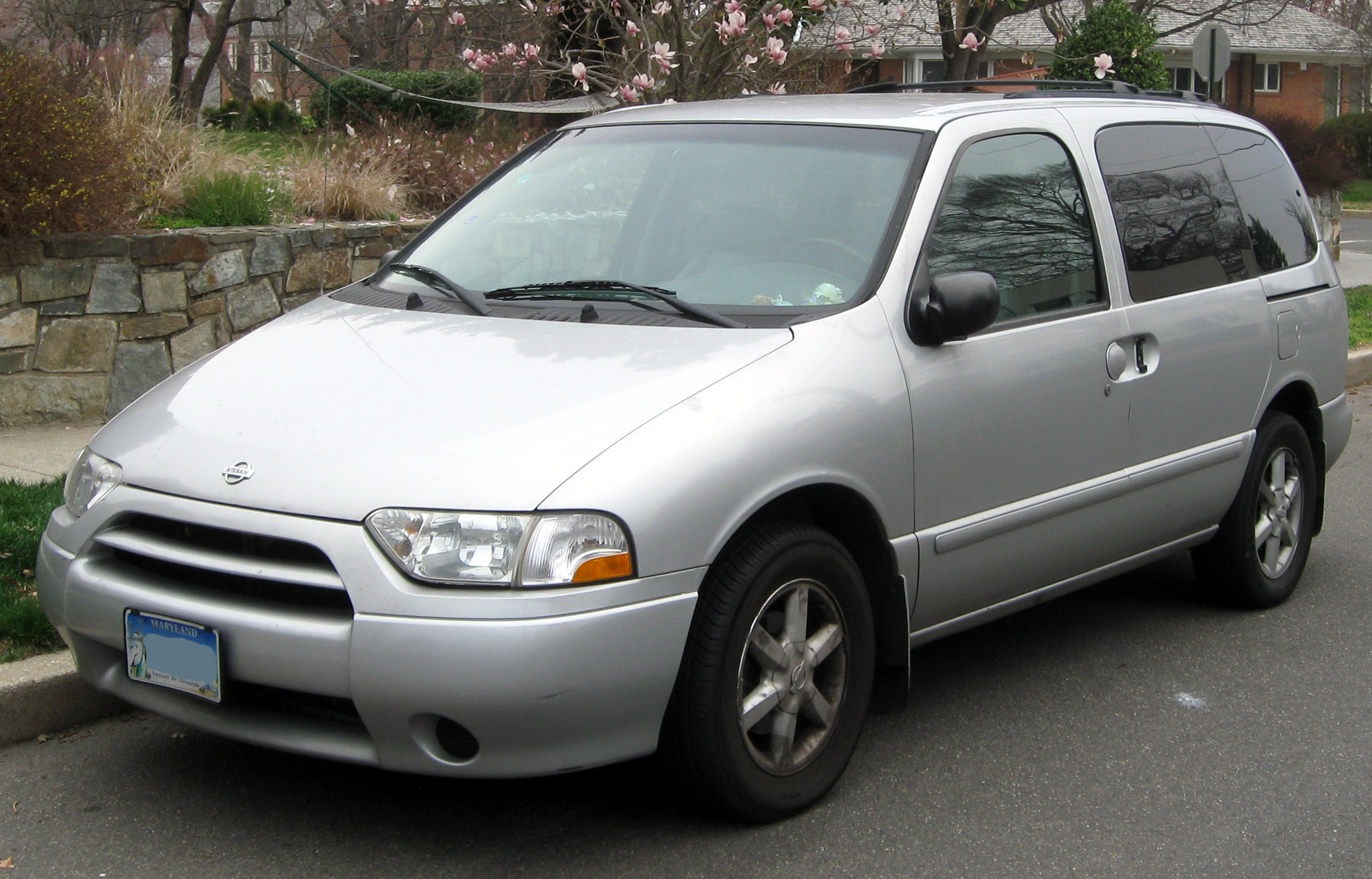
2001-2002 Nissan Quest GLE

## Tercera generación (2004 - 2009)
El desarrollo comenzó en 1999 en el V42 junto con un reemplazo Ford propuesto. En 2000, las decisiones se tomaban por Ford y Nissan de abandonar la empresa conjunta, ya que tanto los reemplazos del Windstar como los del Quest estaban en el desarrollo inicial y el proceso de diseño.
Como resultado, Ford hizo planes para construir una variante de Mercury en la plataforma del sucesor de la Windstar (WIN-96), tal como la que se debía presentar, junto con las plataformas de los Nissan Altima y Nissan Maxima.
El diseño de Alfonso Albaisa fue elegido a finales de 2000, con un concepto vehicular que se presentó en enero de 2002 en el NAIAS como una vista previa apenas velada. Las patentes de diseño fueron presentadas el 27 de diciembre de 2002 y registrados bajo la clave D483,297 el 9 de diciembre de 2003.
La producción de la tercera generación de la Quest se dio a conocer para el año modelo 2004 en el North American International Auto Show 2003 mediante el Nissan Altima y la plataforma del Nissan Maxima, en un paquete ligeramente fabricado con la plataforma FF-L de Nissan, la Quest era más larga que las minivans Chrysler de larga distancia entre ejes. La producción se trasladó a una nueva planta en Canton, Misisipi y comenzó a fabricarse dicho modelo el 27 de mayo de 2003.

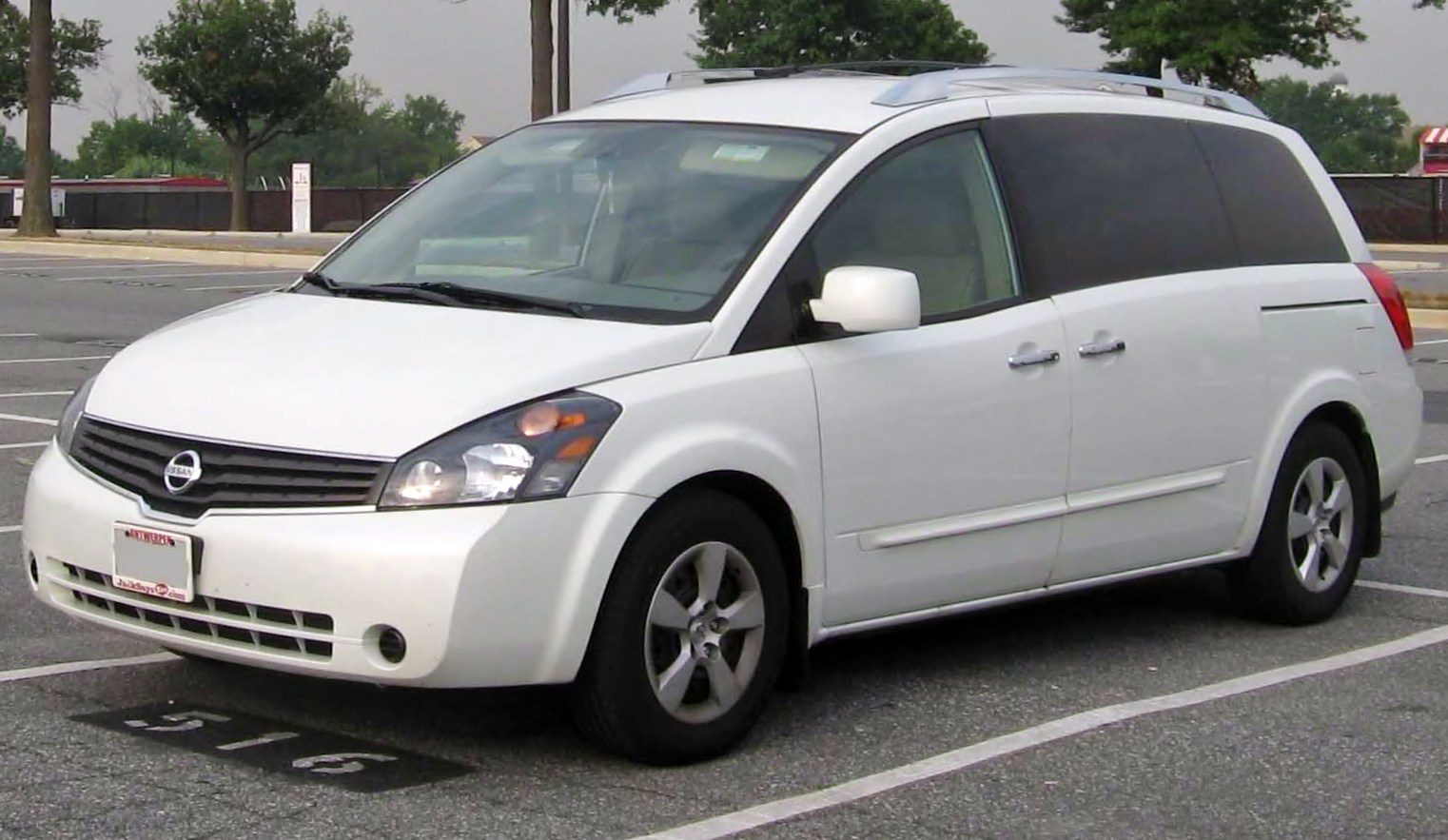
Nissan Quest (2007–2009)

## Cuarta generación (2011-2016)
La cuarta generación de la Quest se ha construido en la planta de Shatai, Kyushu en Japón desde 2010. El diseño se basa en el concepto de Nissan Foro. La plataforma es compartida con la actual generación del Nissan Elgrand. Es accionado por motor de la serie VQ de Nissan 3.5L con 260 caballos de fuerza (194 kW). La tracción delantera es estándar, y la versión USDM tiene un extra totalidad de las 5 pulgadas (13 cm) de ancho.
Esta nueva generación de la Quest es producida a partir del 20 de diciembre de 2010 en la fábrica de Shatai, en Kyushu, Japón, junto con el Nissan Pathfinder y el Nissan Patrol. Este es el primer modelo fabricado con la nueva plataforma D. Esta nueva generación conserva únicamente el nombre de la generación anterior. En comparación con la tercera generación, la nueva Quest sale a la venta en Norteamérica a principios de 2011 como modelo 2011. Nissan proporcionó cinco imágenes teaser que revelan el exterior y el interior de la minivan.
En Japón, el Elgrand compite con el Toyota Alphard y el Honda Elysion, mientras que en los mercados de Estados Unidos y Canadá, la Quest compite con el Kia Sedona, Toyota Sienna y la norteamericana Honda Odyssey. A pesar de que la cuarta generación de la Quest no se vende en Japón, es ahí donde todavía se realizó la fabricación del modelo. La Nueva Quest 2011 se dio a conocer en el Auto Show Internacional de Los Ángeles 2010.
A mediados del 2014, han eliminado la producción de la Quest en Canadá debido a sus bajas ventas. 

### Mercadotecnia
Para promover su lanzamiento en China, la Quest se utilizó como un vehículo de servicio de escolta al aeropuerto en el Aeropuerto Nanyuan Beijing y el Aeropuerto Internacional de Pekín para los visitantes que viajan desde los aeropuertos.

### Seguridad
En declaraciones a los resultados de la pequeña superposición de pruebas de choque frontal de la Nissan Quest 2014, El vicepresidente del Instituto de Seguros para Seguridad en las Carreteras, Dave Zuby, lo describió como "una de las peores de choque que jamás hemos visto. Se especuló con que "una persona que lo experimentase tendría mucha suerte si volvía a caminar normalmente".